# Ryan Jarvis
Ryan Robert Jarvis (Fakenham, 11 luglio 1986) è un ex calciatore inglese, di ruolo centrocampista.

## Biografia
Suo fratello minore Rossi Jarvis e suo cugino Adam Tann sono entrambi stati calciatori professionisti; i tre a più riprese sono anche stati compagni di squadra, in vari club.

## Carriera

### Club
Dopo aver giocato nelle giovanili del Norwich City esordisce in prima squadra (e contestualmente tra i professionisti) il 19 aprile 2003 in una partita del campionato inglese di seconda divisione contro il Walsall, diventando così il più giovane giocatore di sempre ad essere mai sceso in campo per i Canaries con la sua età di 16 anni e 282 giorni; nel corso della stagione gioca altre 2 partite, mentre nella stagione 2003-2004 contribuisce alla vittoria del campionato con un gol in 12 presenze. L'anno seguente, all'età di 19 anni, esordisce invece in prima divisione: nell'arco della stagione, che il club del Norfolk chiude con un immediato ritorno in seconda divisione, Jarvis gioca in totale 4 partite di campionato e segna anche una rete, il 3 febbraio 2005 con un tiro da fuori area nella sconfitta casalinga per 2-1 contro il Liverpool. Nella parte finale della stagione (dal marzo del 2005 in poi) trascorre inoltre un periodo in prestito al Colchester Utd, club con cui gioca 6 partite in terza divisione. Nella stagione 2005-2006 trova poi poco spazio con il Norwich City a causa di un grave infortunio, giocando solamente 4 partite in seconda divisione (peraltro anche con un gol segnato); rimane in squadra anche nella stagione 2006-2007, nella quale il 15 febbraio 2007, dopo ulteriori 5 partite giocate, viene ceduto in prestito per un mese al Leyton Orient, club londinese militante in terza divisione: il 20 febbraio, al suo esordio con gli O's, segna una tripletta nella vittoria esterna per 5-2 contro il Millwall, segnando poi altre 2 reti quattro giorni più tardi nel successo casalingo per 3-1 contro il Tranmere; complici queste reti il suo prestito viene esteso al resto della stagione 2006-2007, nella quale totalizza complessivamente 6 reti in 14 presenze.
Nell'estate del 2007 viene ceduto in prestito fino al gennaio del 2008 al Kilmarnock, club della prima divisione scozzese: durante la sua permanenza gioca in totale 9 partite di campionato, durante le quali segna una rete, il 15 settembre 2007 nella vittoria per 2-1 sul campo del Gretna; terminato il prestito fa temporaneamente ritorno al Norwich City, che di fatto però lo gira immediatamente in prestito fino a fine stagione al Notts County, club della quarta divisione inglese, con il quale Jarvis gioca stabilmente da titolare, segnando 2 gol in 17 partite giocate. Nell'estate del 2008, rimasto svincolato dopo il mancato rinnovo del suo contratto in scadenza con il Norwich City, firma un contratto biennale con il Leyton Orient, in terza divisione; complice anche un rinnovo di contratto rimane poi in squadra per tre stagioni consecutive, nelle quali realizza complessivamente 10 reti in 84 partite di campionato giocate (e portandosi così a 112 presenze e 20 reti fra tutte le competizioni ufficiali con la maglia del club londinese). Negli anni seguenti continua a giocare con vari club tra terza e quarta divisione (Walsall, Torquay Utd e York City), ma senza mai trovare grande continuità né in termini di impiego né in quanto a reti segnate: tra il 2011 ed il 2015, anche includendo un periodo in prestito in quinta divisione all'Accrington Stanley, totalizza complessivamente 129 presenze e 20 reti in incontri di campionato.
Dal 2015 al 2023, anno in cui all'età di 37 anni si ritira definitivamente, continua a giocare a livello semiprofessionistico, tra sesta e settima divisione (e per una stagione nuovamente in quinta divisione), con le maglie di Lowestoft Town (tre stagioni divise in due diversi periodi) e King's Lynn Town (quattro stagioni consecutive dal 2017 al 2021), oltre ad una stagione (la 2022-2023, ovvero l'ultima della sua carriera) al Leiston.

### Nazionale
Ha giocato numerose partite con le nazionali inglesi Under-16, Under-17 ed Under-19.

## Palmarès

### Club

#### Competizioni nazionali
- Campionato inglese di seconda divisione: 1

Norwich City: 2003-2004
- National League North: 1

King's Lynn Town: 2019-2020

#### Competizioni regionali
- Suffolk Premier Cup: 1

Lowestoft Town: 2015-2016